# Toshihiro Uchida
Pour les articles homonymes, voir Uchida.
Toshihiro Uchida (内田 利広, Uchida Toshihiro) est un footballeur japonais né le 12 août 1972. Il évoluait au poste de milieu de terrain.